# Goniobranchus geminus
Goniobranchus geminus (Rudman, 1987) è un mollusco nudibranchio della famiglia Chromodorididae.

## Descrizione
Corpo di colore giallo-bianco, chiazzato di macchie blu con bordo più chiaro, mantello verso l'esterno caratterizzato da strisce bianche, blu, azzurre, gialle, marrone. Rinofori dello stesso colore del corpo. Fino a 6 centimetri.
Talvolta confuso con Chromodoris kuniei, dal quale differisce per via del colore delle macchie e del bordo del mantello, violaceo in C. kuniei.

## Distribuzione e habitat
Mar Rosso, Africa orientale, Oceano Indiano.